# Uppsalská univerzita
Uppsalská univerzita (švédsky Uppsala universitet, latinsky Universitas Regia Upsaliensis) je švédská státní univerzita v Uppsale s většinou kampusů sídlících v Uppsale. Byla založena roku 1477, a je tedy nejstarší univerzitou ve Skandinávii vůbec. Sestává z devíti fakult. Univerzita je zaměřena na 3 hlavní oblasti: humanitní a sociální obory, medicína a farmacie, věda a technologie. S ročním obratem 701 milionů Eur, 6857 zaměstnanci a více než 43000 registrovanými studenty se řadí mezi největší univerzity ve Skandinávii. Je členem Skupiny Coimbra.
Motto univerzity zní: Gratiae veritas naturae

## Kampusy Uppsalské univerzity
- Biomedicínské centrum (BMC) – výuka a výzkum v oborech biologie, medicíny a zdravotnictví, farmacie a výživy[2]
- Blåsenhus – výzkum a vzdělávání v oborech: pedegogika, psychologie, jazyky[2]
- Kampus Gotland – jediný kampus ležící mimo Uppsalu, malý kampus ve městě Visby na ostrově Gotland[2]
- Ekonomikum – výzkum a vzdělávání v oborech: ekonomika, marketing, právo[2]
- English Park kampus – výzkum a vzdělávání v sociologických oborech (etnografie, archeologie, lingvistika atd.)[2]
- Evoluční biologické centrum – výzkum a vzdělávání v biologických oborech, součástí kampusu je i Evoluční muzeum[2]
- Gamla Torget Campus – výzkum a vzdělávání v oblasti práva a politologie[2]
- Geocentrum – výzkum a vzdělávání v oblasti geologie[2]
- Centrum informačních technologií
- Rudbeckova laboratoř – výzkum v oborech imunologie, nádorových onemocnění nebo Alzheimerovy choroby[2]
- Fakultní nemocnice Uppsala[2]
- Ångströmova laboratoř – výzkum a vzdělávání v oblasti fyziky, chemie, matematiky, technologií, energetiky a materiálů[2]
- Historická budova Uppsalské univerzity – budova v historickém jádru Uppsaly z roku 1887, slouží především k reprezentativním účelům (konference, přednášky, akademické ceremoniály)[3]